# Lawrence Brainerd

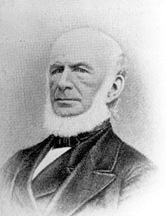
Lawrence Brainerd

Lawrence Brainerd (* 16. März 1794 in East Hartford, Connecticut; † 9. Mai 1870 in St. Albans, Vermont) war ein US-amerikanischer Politiker, der den Bundesstaat Vermont im US-Senat vertrat.
1803, als er noch keine zehn Jahre alt war, zog Lawrence Brainerd von Connecticut nach Troy im Staat New York, um dort bei einem Onkel zu leben. Gemeinsam mit diesem ließ er sich dann 1808 in St. Albans in Vermont nieder, wo er seine Schulausbildung beendete und danach zunächst selbst als Lehrer arbeitete. In der Folge war er als Büroangestellter in einem Handelsunternehmen beschäftigt, ehe er eine Laufbahn als Geschäftsmann im Handel-, Bank-, Schifffahrts- und Eisenbahngewerbe einschlug.
Sein erstes politisches Mandat übernahm Brainerd 1834 als Abgeordneter im Repräsentantenhaus von Vermont; zu dieser Zeit gehörte er den Whigs an. 1840 wechselte er zur kurzlebigen Liberty Party, als deren Kandidat er sich ebenso erfolglos um das Amt des Gouverneurs von Vermont bewarb wie später, nachdem sie in der Free Soil Party aufgegangen war.
Als Mitglied dieser gegen die Sklaverei gerichteten Partei wurde Lawrence Brainerd 1854 in den US-Senat gewählt; dort folgte er auf Samuel S. Phelps, dem sein Mandat aberkannt worden war. Brainerd verblieb vom 14. Oktober 1854 bis zum 3. März 1855 im Senat. Er war Mitbegründer der Republikanischen Partei und wurde als Delegierter zu deren erstem Parteitag 1856 entsandt. Auch war er Präsident der American Missionary Society. Zur Wiederwahl trat er ebenso wenig an wie zur Gouverneurswahl in Vermont, obwohl er von seiner Partei ein weiteres Mal nominiert worden war. Er konzentrierte sich wieder auf seine geschäftlichen Aktivitäten, denen er bis zu seinem Tod im Jahr 1870 nachging.
Sein Cousin Joseph, der ebenfalls in St. Albans lebte, gründete die Zeitung "Franklin Journal", die sein neuer Eigentümer nach dem Verkauf "St. Albans Messenger" nannte und die es immer noch gibt.
Seine Tochter Ann veröffentlichte als Fantasy-Schriftstellerin mehrere Bücher. Sie war verheiratet mit J. Gregory Smith, der von 1863 bis 1865 als Gouverneur von Vermont amtierte und später in seiner Funktion als Präsident der Eisenbahngesellschaft Northern Pacific Railroad die nach seinem Schwiegervater benannte Stadt Brainerd in Minnesota gründete.